# Ján Minárik
Ján Minárik (ur. 25 lipca 1997 w Bytčy) – słowacki piłkarz występujący na pozycji środkowego obrońcy w słowackim klubie MŠK Žilina, którego jest wychowankiem.